# Cezieni
Cezieni es una comuna ubicada en el distrito de Olt, Rumania.

## Superficie
Posee una superficie de 38,79 kilómetros cuadrados.

## Demografía
Hasta 2021 la población era de 1533 habitantes, con una densidad de población de 39,52 habitantes por kilómetro cuadrado.